# 新彼得里夫卡 (別里斯拉夫區)
47°25′46″N 33°28′6″E / 47.42944°N 33.46833°E
新彼得里夫卡（烏克蘭語：Новопетрівка）是位於烏克蘭南部的村莊，由赫爾松州別里斯拉夫區的維索科皮利亞市鎮負責管轄。該村始建於1887年，面積18.2平方公里，海拔高度71米，2001年人口835，人口密度每平方公里45.8人。